# Ли На (фехтовальщица)
Ли На (кит. упр. 李娜, пиньинь Lǐ Nà, род. 9 марта 1981 года) — китайская фехтовальщица на шпагах, олимпийская чемпионка 2012 года в команде.

## Биография
Ли На родилась в 1981 году в Даньдуне провинции Ляонин. С 1993 года начала заниматься фехтованием в Даньдунской детской спортивной школе, уже через год вошла в сборную провинции Ляонин, а с 1998 года — в национальную сборную.
В 1999 году Ли На успешно выступила в составе команды на Кубке Азии, а в 2000 году на Олимпиаде в Сиднее завоевала в составе команды бронзовую медаль. В 2001 году она в составе команды завоевала золотую медаль Универсиады, а затем — бронзовую медаль кубка мира в личном первенстве. На Олимпийских играх 2004 года в Афинах китайская команда была лишь 6-й, но зато в 2006 году на чемпионате мира в Турине завоевала золотые медали. На Олимпийских играх 2008 года в Пекине Ли На была четвёртой. В 2011 году на чемпионате мира в Катании Ли На завоевала золотую медаль в личном первенстве и серебряную — в командном, а в 2012 году на Олимпийских играх в Лондоне — золотую медаль в командном первенстве.